# エファ・ワーグナー・パスキエ

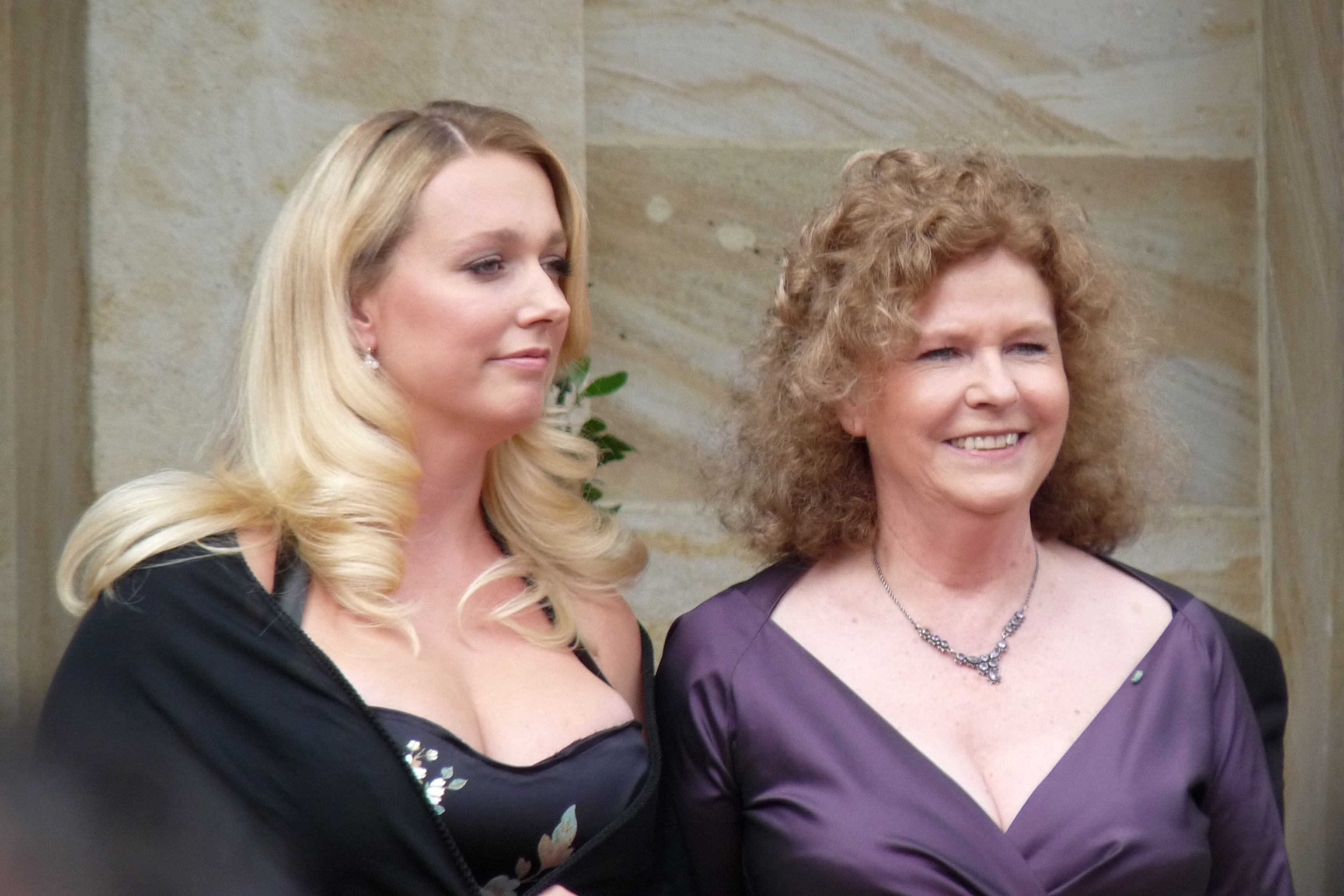
エファ・ワーグナー・パスキエ(右)とカタリーナ・ワーグナー、2009年バイロイト音楽祭にて

エファ・ワーグナー＝パスキエ（ドイツ語: Eva Wagner-Pasquier、1945年4月14日 -)は、ドイツの劇場運営者。バイロイト近郊のオーバーヴァルメンシュタイナッハ生まれ。異母妹のカタリーナ・ワーグナーとともに2015年シーズンまでバイロイト音楽祭の芸術監督、運営理事長を務めた。

## 経歴
ヴォルフガング・ワーグナーとその最初の妻エレン・ドレクセルの娘。リヒャルト・ワーグナーの曽孫、フランツ・リストの玄孫に当たる。
伯父ヴィーラント・ワーグナーの死後、1967年から1976年まで、バイロイト音楽祭で父ヴォルフガングの助手を務めた。テノール歌手のペーター・ホフマンを見出し、1976年、演出家パトリス・シェローの「初演1世紀記念リング」に携わった。この後、両親の離婚により、父との関係が疎遠になったことを理由にバイロイト音楽祭から離れた。
その後、演出家アウグスト・エファーディング、オットー・シェンクの助手を務め、ウィーン国立歌劇場の運営に関わった。ソフトウェア製造会社ユニテルでは30以上のオペラ映像、120以上の演奏会映像の製作に携わった。1984年、ロンドンのロイヤル・オペラ・ハウスの支配人、1987年、パリのオペラ・バスティーユのプログラム編成部門の責任者となり、エクサンプロヴァンス音楽祭、マドリードのレアル劇場、ニューヨークのメトロポリタン歌劇場の芸術アドバイザーを兼任した。
2001年、バイロイト音楽祭財団の評議会より、22対2の多数決で将来の音楽祭総監督に指名されたが、無期限の契約を結んでいた父は、後継者には二番目の妻グードルンを望んでいたため、この評決の受諾を拒否した。しかし、その後、2007年末のグードルンの急死を受けて、ヴォルフガングとエファとの間に「用心深い再接近」が実現し、2008年4月、ヴォルフガングは2人の娘、カタリーナとエファを後継者として退任する意向を明らかにした。これを受けて2人は財団評議会に共同の志願書を提出し、2008年9月1日、22票の賛成（2票の保留票）を得て多数決で採用決定となった。
2人のうち、エファの契約は2015年シーズンをもって終了となった。「北バイエルン伝令」(Nordbayerischer Kurier) 紙面で自発的な辞任を発表し、「運営委員会には、2015年9月からはアドバイザー契約とするよう依頼しました」と述べている。辞任の理由としては共同運営の難しさを挙げている。
夫は映画監督のイヴ・パスキエ。1982年、息子のアントワーヌ・アマデウス・パスキエが誕生。「アマデウス」はモーツァルトにあやかったとしている。
2021年8月29日、現在住まいがあるミュンヘンのイーザル川で漂っているところを発見された。Herzog-Heinrich橋に心肺停止状態で引き上げられ，救命措置を行われた。 2022年8月に退院。

## 顕彰
- 2016：バイエルン州功労勲章